# Junge Wissenschaft
Junge Wissenschaft ist eine wissenschaftliche Zeitschrift für Nachwuchsforscher, die seit 1986 erscheint. Sie bietet jungen Forschern bis maximal 23 Jahren die Möglichkeit, ihre Forschungsarbeiten zu veröffentlichen. Jeder eingereichte Artikel wird – wie in der wissenschaftlichen Welt üblich – begutachtet. Für die jungen Forscher ist diese Veröffentlichung somit zitierfähig und der Abschluss ihrer wissenschaftlichen Arbeit. Das Konzept dieser Zeitschrift ist in Europa einmalig. 
Junge Wissenschaft erscheint viermal im Jahr und enthält jeweils sechs Originalbeiträge aus den Bereichen Naturwissenschaften, Mathematik, Informatik und Technik, davon einer in englischer Sprache. Gründungsherausgeber und Ideengeber war 1986 Paul Dobrinski, angeregt durch die Zeitschrift BASE (heute Science 21) aus den USA. Für sein Engagement für die Junge Wissenschaft und die Förderung junger Forscher hat Dobrinski 2007 den Kulturpreis der Eduard-Rhein Stiftung erhalten.
Die Zeitschrift wird von Manfred Euler (Leibniz-Institut für die Pädagogik der Naturwissenschaften Kiel), Jens Simon (Pressesprecher der Physikalisch-Technischen Bundesanstalt, Braunschweig) und Sabine Walter (Chefredakteurin Junge Wissenschaft) herausgegeben und erschien bis Oktober 2017 im Verlag Junge Wissenschaft Athanasios Roussidis, Düsseldorf. Junge Wissenschaft war ausschließlich im Abonnement erhältlich und hatte eine Auflage von 10.000 Exemplaren. Im Rahmen von Patenschaftsabonnements wurde sie Schulen, Hochschulen, Bibliotheken und anderen Bildungsträgern kostenfrei zur Verfügung gestellt. Mit der Nummer 114 wurde die Zeitschrift als Printmedium eingestellt und soll zukünftig unter Federführung der Physikalisch-Technischen Bundesanstalt nur noch als Online-Version im Open Access veröffentlicht werden. 

## Themen
Schwerpunkt der Jungen Wissenschaft sind wissenschaftliche Artikel zu Fragestellungen von jungen Nachwuchsforschern bis zu einem Alter von 23 Jahren.
Die Artikel der Nachwuchsforscher behandeln wissenschaftliche Erkenntnisse aus den Bereichen Biologie, Physik, Chemie, Astronomie, Mathematik, Informatik und Technik und werden vor der Veröffentlichung von Fachwissenschaftlern begutachtet.
Nachrichten, Porträts, Interviews und aktuelle Trends aus der Schul- und Hochschullandschaft ergänzen das Themenspektrum.

## Beirat
Junge Wissenschaft erfreut sich nicht nur unter forschungsbegeisterten Jugendlichen hoher Wertschätzung, sondern auch in der Wissenschaft. Dies wird zum einen dadurch deutlich, dass sich Wissenschaftler unterschiedlichster Fachrichtungen als Gutachter zur Verfügung stellen. Zusätzlich begleiten Wissenschaftler und andere Persönlichkeiten, denen die Förderung und Gewinnung von Jungforschern ein besonderes Anliegen ist, die Zeitschrift als Mitglieder des Beirats. Aktuell besteht der Beirat aus  
- J. Georg Bednorz, Nobelpreisträger, IBM Research Division, Forschungslaboratorium Zürich
- Manfred Eigen, Nobelpreisträger, Max-Planck-Institut für Biophysikalische Chemie, Göttingen
- Ernst O. Göbel, Präsident der Physikalisch-Technischen Bundesanstalt, Braunschweig
- Gerhard Ertl, Nobelpreisträger, Fritz-Haber-Institut der Max-Planck-Gesellschaft, Berlin
- Uwe Groth, Dr. Groth und Partner, Unternehmensberatung, VDI Projektleitung „Jugend entdeckt Technik“
- Elke Hartmann, Martin-Luther-Universität Halle, VDI Bereichsvorstand „Technik und Bildung“
- Uta Krautkrämer-Wagner, Geschäftsführerin der Stiftung „Jugend forscht“ e.V., Hamburg
- Bernd Ralle, Schriftführer der Zeitschrift MNU, Fachbereich Chemie, Universität Dortmund
- Wolfgang Scheuermann, Geschäftsführer der dokeo GmbH, Stuttgart